# Catherine Healy
Catherine Healy-Strong (Kells - Dublin, 1993) was een Ierse chef-kok, bekend van restaurant Dunderry Lodge, dat van 1986 tot en met 1989 in het bezit was van een Michelinster.
Naar de mening van de Irish Independent is Catherine Healy misschien wel de beste vrouwelijk chef van Ierland geweest.
Zij en haar echtgenoot Nick verkochten het restaurant in 1990 vanwege ziekte.

## Onderscheidingen
- Michelinster 1986-1989[5]
- Red M 1981-1985[6]
- Een Egon Ronay-ster in 1983-1985 en 1987-1988.[7]